# Ikarus 405
Der Ikarus 405 ist ein Midibus. Er wird oft in Budapest eingesetzt. In Deutschland wurde dieser Bus unter anderem bei den WSW in Wuppertal eingesetzt. Das Fahrzeug bietet 16 Sitzplätze und kann bis zu 46 Personen fassen. Ein Fahrzeug gibt es bei der Verkehrshistorischen Arbeitsgemeinschaft der Wuppertaler Stadtwerke.

## Technische Daten
| Länge:                 | 7300 mm                       |
| Breite:                | 2300 mm                       |
| Höhe:                  | 2665 mm                       |
| Radstand:              | 3385 mm                       |
| Überhang (v/h):        | 1900 / 2015 mm                |
| Leergewicht:           | 3130 kg                       |
| Zul. Gesamtgewicht:    | 8330 kg                       |
| Anzahl Personen:       | 16 Sitzplätze + 30 Stehplätze |
| Höchstgeschwindigkeit: | 76 km/h                       |